# Ganbold Batmunkh
Ganbold Batmunkh est un fondeur handisport mongol, né le 22 octobre 1991.

## Biographie
Il est désigné porte-drapeau de la délégation mongole pour la cérémonie d'ouverture des Jeux paralympiques d'hiver de 2018.

## Palmarès

### Jeux paralympiques d'hiver
- Ski de fond aux Jeux paralympiques de 2014
  - 25e au sprint (assis)
  - 31e au 10 km (assis)
  - 14e au 20 km (assis)